# INSAT

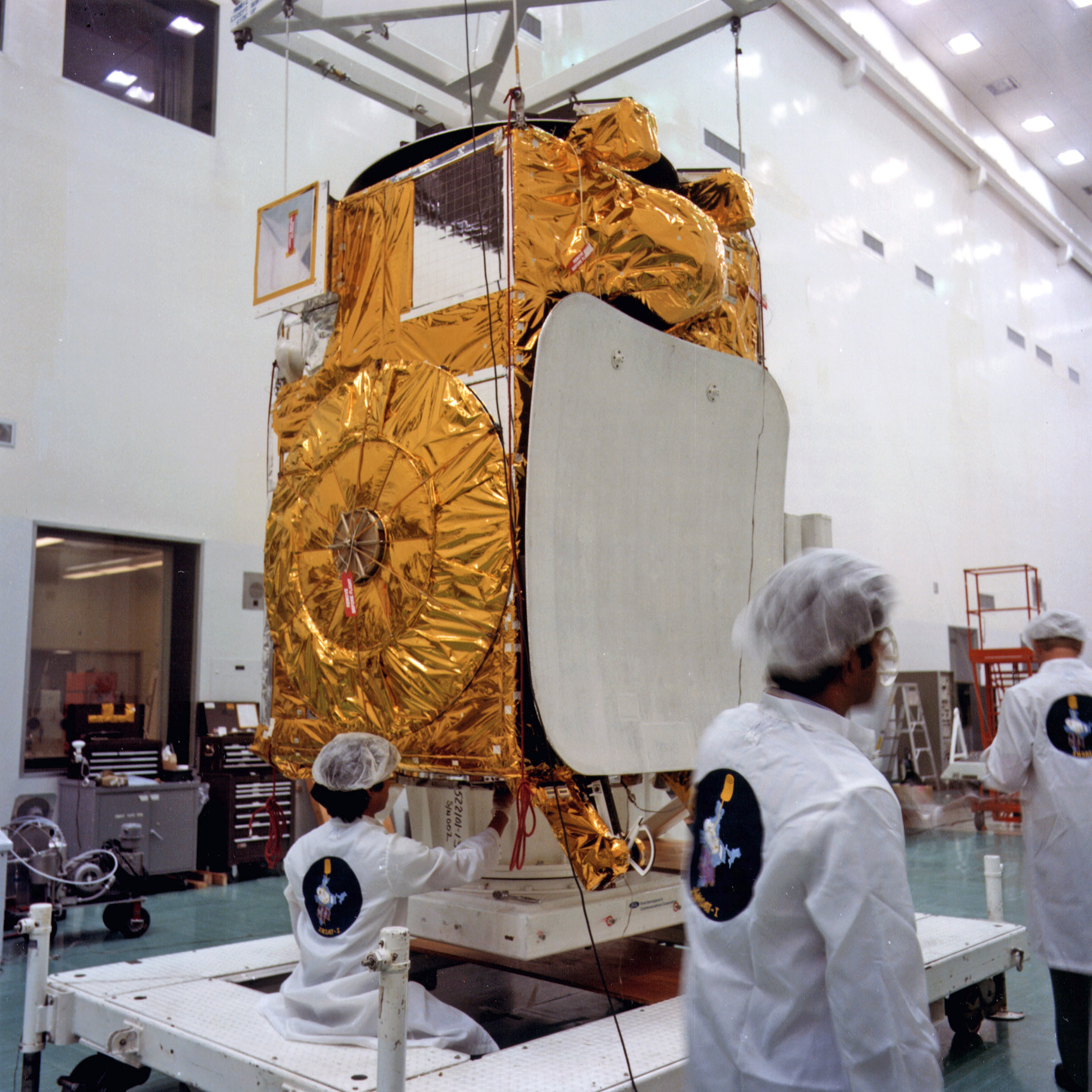
INSAT 1B

INSAT(Indian National Satellite System)は、電気通信、放送、気象、捜索救難用にインド宇宙研究機関が打ち上げた一連の多目的の静止衛星である。1983年のINSAT-1Bの運用開始と共に設立され、INSATはアジア太平洋地域で最大の国内衛星通信システムとなった。この事業は、宇宙局と電気通信局、インド気象局、All India Radio、インド国営テレビ放送の共同で行われた。全体の協力とシステムの運用は、INSAT Coordination Committeeによって行われた。
INSAT衛星は、インドにおけるテレビ放送や電気通信のニーズに応えるため、C、S、Extended C、Kuなど様々な周波数帯のトランスポンダを提供する。いくつかの衛星は、気象観測用に超高解像度放射計やCCDカメラも搭載している。インド宇宙研究機関はコスパス・サーサットに加盟していることから、衛星は南アジア及びインド洋地域の救難信号の受信用にトランスポンダを備えている。

## INSATシステム
INSATシステムの最初の衛星であるINSAT-1Aは1982年4月にデルタロケットで打ち上げられたものの機能を果たせず、1983年8月にスペースシャトルSTS-8でINSAT-1Bが打ち上げられた。INSATシステムは、インドのテレビ放送及びラジオ放送、電気通信、気象の分野で、僻地や島嶼部への急速な普及を促す等、大変革を導いた。また、衛星は C、Extended C、Ku等様々な周波数帯のトランスポンダを提供し、色々な種類の通信が可能となった。いくつかのINSAT衛星は、気象観測機器も搭載した。Kalpana-1は、気象専門の衛星である。この衛星は、ハッサン及びボーパールのコントロール施設で監視、制御される。

## 運用中の衛星
INSAT計画で打ち上げられた25機の衛星のうち、12機が2014年1月現在も運用されている。
- INSAT-3A　2003年3月打上げ
- INSAT-3C  2002年1月打上げ
- Kalpana-1　2002年9月打上げ
- INSAT-4A 　2005年12月打上げ
- INSAT-4B　2007年3月打上げ
- INSAT-4CR　2007年9月打上げ
- GSAT-8 / INSAT-4G　2011年5月打上げ
- GSAT-12　2011年7月15日打上げ
- GSAT-10　2012年9月29日打上げ
- INSAT-3D　2013年7月26日打上げ
- GSAT-7  2013年8月30日打上げ
- GSAT-14  2014年1月5日打上げ

## 運用を終えた衛星
- INSAT-1A　1982年10月4日、デルタロケットで打上げ（1983年9月に姿勢制御用の燃料を使い果たして運用を終了）
- INSAT-1B　1983年8月30日、スペースシャトルで打上げ（1990年に運用終了）
- INSAT-1C　1988年7月21日、アリアン3ロケットで打上げ（電力系のトラブルのため1年程度しか運用できなかった）
- INSAT-1D　1990年12月6日、デルタロケットで打上げ（10年以上運用された）

- INSAT-2E　1999年4月3日、アリアン4ロケットで打上げ（2012年4月3日に運用終了[2]）
- GSAT-2　2003年5月8日、GSLV-D2で打上げ
- GSAT-5P 2010年12月25日、GSLV-F06での打上げは失敗 [3]
- Edusat(GSAT-3)　2004年9月20日、GSLV-F01で打上げ
- INSAT-3E　2003年9月打上げ